# Stazione di Militello
La stazione di Militello è una stazione della ferrovia Catania-Caltagirone-Gela a servizio della città di Militello in Val di Catania.

## Storia
La stazione di Militello venne costruita, con il contributo di un decimo delle spese a carico del consorzio costituito dalla Provincia di Catania e dai comuni interessati dalla tratta ferroviaria Catania-Caltagirone, dalla Società per le Strade Ferrate della Sicilia.
Dopo l'apertura del primo tratto da Valsavoia a Scordia, a fine novembre 1889, passarono altri tre anni perché l'intera linea, e con essa la stazione, fossero inaugurate il 31 ottobre 1892. La stazione di Militello fu sede di una certa movimentazione di carri merci per la spedizione di prodotti agricoli ma soprattutto di viaggiatori data la sua vicinanza al centro cittadino e le notevoli difficoltà di trasporto stradale.
La stazione venne costruita al termine del tratto allo scoperto e della lunga rampa elicoidale del 30 per mille che ha inizio dalla Stazione di Scordia in un pianoro in parte creato artificialmente e prima di una breve galleria in salita, sempre del 30 per mille verso il culmine della linea posto in corrispondenza della stazione di Mineo. Fermata obbligata per tutti i treni dato un buon movimento pendolare di viaggiatori in direzione della città di Catania la stazione ha subìto un calo di utenza sia a causa del trasporto su strada, sia di un certo abbandono della linea da parte delle FS che non ne hanno potenziato l'offerta, né migliorato la qualità dei servizi. Da gennaio 2018 il transito dei treni venne sospeso per consentire l'esecuzione di lavori di manutenzione sulla linea. Le quattro corse feriali e l'unica corsa festiva furono sostituite da autoservizio a mezzo bus con fermata nel centro cittadino (via Li Causi). Il servizio fu riattivato due anni dopo con due coppie giornaliere di corse da e per Catania centrale.

## Strutture e impianti
La stazione consiste di un fabbricato in tradizionale stile ferroviario a quattro luci e a due livelli, a cui è contiguo il magazzino merci con piano caricatore e i servizi, posti ad est del fascio binari. La stazione è inoltre dotata di ponte a bilico per la pesatura dei carri merci e di sagoma limite. L'uso di tali dispositivi è divenuto nullo in seguito all'abbandono del servizio merci a piccole partite da parte delle FS.
Il fascio binari comprende il primo binario e il secondo binario provvisti di marciapiedi per servizio viaggiatori oltre ad alcuni binari tronchi per merci. Nessun binario è munito di pensilina né di sottopassaggio. I vari binari dello scalo merci e di ricovero si trovano tutti sul lato a nord-est della stazione.
La stazione è stata presenziata da assuntore per tutto il periodo dell'esercizio a dirigenza unica con servizio di biglietteria e spedizione merci.
A partire dagli anni ottanta la stazione ha ricevuto un Apparato centrale elettrico a itinerari per il comando degli scambi e degli enti di stazione in seguito alla attivazione del Comando Centralizzato del Traffico; di conseguenza il presenziamento, ai soli fini commerciali, è stato limitato all'orario di servizio diurno.

## Servizi
La stazione dispone dei seguenti servizi:
- Biglietteria automatica
- Servizi igienici

## Interscambi
- Fermata autobus